# S, P eller K-bøgerne

S,P eller K er en bogserie, som handler om 5 teenagere. Emnerne er familie, kærester, venner og forelskelser. Teenagerne det handler om, leger tit S, P eller K. De 3 piger hedder: Cat, Becca og Lia – og drengene hedder Mac og Squidge. 
Bøgerne er forfattede af Cathy Hopkins De er udgivet på forlaget Gyldendal. Cathy Hopkins har i alt udgivet 23 bøger på dansk (bl.a. Fyre og Flamme-serien)

## Hovedrollerne
Cat hedder rigtig Catherine Kennedy, og bor sammen med: 3 mindre søskende: Luke (10), Joe (8), Emma (6) og sin far. Hendes mor døde da hun var 9. Hendes far har en kæreste der hedder Jen, som han senere vil gifte sig med. Squidge er en af hendes bedste venner, hun er kæreste med ham i lang tid, men de slår op. Hun havde kendt ham så længe hun kan huske, og hun holder meget af ham. Hendes allerbedste veninde er Becca, som hun fortæller alting til.
En af de andre piger er Becca. Hun bor sammen med sin mor og far. Hun bliver kæreste med Mac senere. Hendes bedste veninde er Cat. 
Lia hedder rigtig Ophelia Axford. Hun har 2 søskende, en bror og en søster. Hendes søster hedder Star, er 20 år gammel, og er en model i London. Og hendes bror hedder Orlando, som er 17 år gammel, men bliver kaldt Ollie, alle piger falder for ham, han ser godt, han er mørkt hår, solbrunt hud, og en nuttet kløft i hans hage. Både Cat og Becca bliver forelsket i ham. Men Ollie er en player, som kysser og snaver med alle piger, men han bliver exstra forelsket i Cat. Lia's far er en rockstjerne, og hendes mor ser altid godt ud, og har altid fedt tøj på. Lia bor i et enormt hus, med privat strand, golfbane, svømmehal, græsplæne der strækker sig så langt som øjet rækker, stald og meget mere. Hun har 2 hunde.
Squidge hedder rigtig Jack Squidge. Hans forfædre var fiskere, og han bor selv i et lille fiskerhus. Men hans far er bilmekaniker, han er faktisk den eneste mekaniker i miles omkreds, og hans mor er frisør, og er den eneste i hele byen. Han var kærester med Cat, i et godt stykke tid, men bliver kærester med Lia senere.
Mac bor sammen med sin mor og søster. Hans forældre er skilt. Før boede han i London. 
Men hans far, var hans mor utro, og hun flyttede væk fra ham, sammen med Mac og hans søster. Han flyttede for 1 år siden, og han savner altid London, hans gamle skole, og venner. Hans søster hedder Jade, og hun er lidt af en snob, hun var med i Cats og Beccas band, som hed Diamont Hearts, men hun vil altid bestemme alting.
Hun er 1 år ældre end Cat, Becca og Lia, og var selv vild med Ollie.

## Bøgernes Titeler
1. Hvide løgne
2. Popprinsesse
3. Fyre, Fester og Falske Rygter
4. Stjernestøv
5. Hjerte Rimer på Smerte
6. Kærlighed på krykker
7. Kærligheds lotteri
8. Venner alle sammen